# Mu’miniten
Die Mu’miniten, oder auch Muhammad-Schahi-Nizariten und Dschaʿfariya genannt, sind eine Religionsgemeinschaft im schiitischen Islam, die zu Beginn des 14. Jahrhunderts als Ergebnis eines Schismas der Schia der Nizariten entstanden ist. Sie bildet damit eine der Splittergruppen, die aus der großen Schia der Ismailiten hervorgegangen sind. Diese Schia existiert bis heute in einigen Gemeinden Syriens fort.

## Geschichte
Die Schia der Nizariten hat sich nach dem Tod des Imams Schams ad-Din Muhammad im Jahr 1310 in die Anhängerschaften zweier Prätendenten auf die Nachfolge gespalten. Die genauen Umstände, die dazu geführt haben, sind nicht nachzuverfolgen, da die Quellenlage zur Geschichte der Nizariten nach dem Fall von Alamut 1256 sehr dürftig ist. Das Gros der Gemeinschaft in Syrien, sowie große Gruppen in Persien und Afghanistan haben sich jedenfalls zu Ala ad-Din Mu’min Schah als neuen Imam gruppiert, während sich die anderen Gemeinden Qasim Schah angeschlossen hatten, der vermutlich ein Bruder von Mu’min Schah war.
Beide Gruppen haben fortan ihre Mission (daʿwa) parallel zueinander fortgeführt. In Persien haben die Mu’miniten im 14. Jahrhundert unter der Führung eines Chudawand Muhammad, der häufig als identisch mit dem 27. Imam angesehen wird, für kurze Zeit Alamut und sein Umland besetzen können, der einstigen Hochburg der Nizariten, sind von dort allerdings von den Mongolenherrschern bald wieder vertrieben worden. Die Gemeinde in Syrien hat zu Beginn des 14. Jahrhunderts einige der Burgen ihrer Vorfahren („Assassinen“) im Dschebel Ansariye wieder besetzen können. Der Forschungsreisende Ibn Battuta († nach 1368), der im Sommer 1326 diese Gegend durchquert hat, berichtete davon, dass die dortigen Fidāwīya für ein Blutgeld wieder Attentate für den Mamlukensultan an-Nasir Muhammad († 1341) erledigen würden.
Die Imame der Mu’miniten haben bis in das 16. Jahrhundert hinein im persischen Soltaniye residiert. Unter der Herrschaft der mongolischen Timuriden war die Schia dort lange einer Verfolgung ausgesetzt. Der berühmteste Imam ihrer Linie war ihr einunddreißigster Schah Tahir al-Hussaini Dakkani, über den der persische Historiker Firishta († ~1620/26) in seinem Geschichtswerk ausführlich berichtet hat. Demnach hatte Schah Tahir in Persien eine erfolgreiche Mission zugunsten seiner Schia betrieben, sich damit allerdings die Feindschaft der herrschenden Safawiden-Dynastie zugezogen, die der Zwölfer-Schia anhingen und deren Dogmen zur Staatsreligion erklärt hat. Bevor Schah Tahir als Häretiker verhaftet werden konnte, ist er 1520 mit seiner Familie aus Persien geflohen und hat per Schiff das indische Goa erreicht. Am Hof des schiitischen Herrschers von Bijapur auf dem Dekkan hat er auf eine gastliche Aufnahme gehofft, die allerdings nicht gewährt wurde. 1522 wurde er schließlich eingeladen, sich dem Hof des Herrschers von Ahmednagar anzuschließen wo er ein einflussreicher Ratgeber geworden ist. Nach seinem Tod 1549 ist der Leichnam von Schah Tahir im Schrein des Imam Hussain in Kerbela bestattet wurden.
Alle nachfolgenden Imame haben in Ahmednagar und in Aurangabad residiert, die Angehörigen ihrer Schia haben allerdings hauptsächlich in Persien und Syrien gelebt. 1796 haben die syrischen Mu’imiten den Kontakt zum vierzigsten Imam Amir Muhammad II. al-Baqir verloren. Bis in das 19. Jahrhundert hinein haben Reisende von ihnen in Indien vergeblich nach einem Nachkommen gesucht, woraufhin die Mu’mini-Schia faktisch zerfiel. Die meisten von ihnen, besonders jene von Indien und Persien sind entweder zur Zwölfer-Schia oder zu den Qasim-Schahi-Imamen konvertiert, womit also eine weitgehende Wiedervereinigung der 1310 gespaltenen Nizari-Schia stattgefunden hat.
Auch in Syrien hat sich etwa die Hälfte der dortigen Mu’miniten dieser Imamlinie angeschlossen. Die andere Hälfte aber ist ihrer Imamlinie als eigenständige Schia verbunden geblieben, die nach ihrem Dafürhalten in die Verborgenheit (ġaiba) getreten ist und deren Wiederkehr seither erwartet wird. Die Mu’mini-Schia hat im Jahr 1964 zusammengerechnet mit der Qasim-Schahi-Schia (Ismailiten) etwa ein Prozent der Staatsbevölkerung von Syrien ausgemacht. Die Mu’miniten zählen heute nur noch etwa 15.000 Angehörige, welche die Dörfer rund um Masyaf und Qadmus bewohnen.

## Liste der Imame der Mu’miniten
Die heute in der Schia offiziell geführte Zählung weist bereits ab dem 19. Imam Nizar eine Divergenz zu jener der Qasim-Schahi-Nizariten auf, obwohl sie bis zum Tod des Schams ad-Din Muhammad 1310 eine gemeinsame Geschichte teilen. Die Mu’miniten ignorieren dabei deren Imame 20 bis 22 und machen aus deren 23. Imam Hassan II. ihren 20., als einen unmittelbaren Sohn des Nizar.
1. Ali (X 661)
2. Hussain (X 680)
3. Ali Zain al-Abidin († 713) – Abspaltung der Zaiditen
4. Muhammad al-Baqir († 732/36)
5. Dschafar as-Sadiq († 765) – Abspaltung der Zwölfer
6. Ismail († 760)
7. Muhammad († 809)
8. Abdallah al-Akbar (verborgen)
9. Ahmad (verborgen)
10. Hussein (verborgen; † 882/883)
11. al-Mahdi († 934) – Abspaltung der Qarmaten
12. al-Qa’im († 946)
13. al-Mansur († 953)
14. al-Mu’izz († 975)
15. al-Aziz († 996)
16. al-Hakim († 1021) – Abspaltung der Drusen
17. az-Zahir († 1036)
18. al-Mustansir († 1094) – Abspaltung der Mustaliten/Tayyibiten und Hafiziten
19. Nizar (X 1095)
20. Hassan ibn Nizar († 1139)
21. Muhammad ibn Hassan († 1194)
22. Dschalal ad-Din Hassan III. († 1221)
23. Ala ad-Din Muhammad III. (X 1255)
24. Rukn ad-Din Churschah (X 1257)
25. Schams ad-Din Muhammad († 1310) – Abspaltung der Qasim-Schahi-Nizariten
26. Ala ad-Din Mu’min Schah ibn Muhammad
27. Muhammad Schah ibn Mu’min Schah
28. Radi ad-Din I. ibn Muhammad Schah
29. Tahir ibn Radi ad-Din
30. Radi ad-Din II. ibn Tahir († 1509)
31. Schah Tahir ibn Radi ad-Din al-Hussaini Dekkani († 1549)
32. Haidar I. ibn Schah Tahir († 1586)
33. Sadr ad-Din Muhammad ibn Haidar († 1622)
34. Mu’in al-Din I. ibn Sadr ad-Din († 1644)
35. Atiyyat Allah ibn Mu’in ad-Din († 1663)
36. Aziz Schah ibn Atiyyat Allah († 1691)
37. Mu’in ad-Din II. ibn Aziz Schah († 1715)
38. Amir Muhammad I. ibn Mu’in ad-Din al-Muscharraf († 1764)
39. Haidar II. ibn Muhammad al-Mutahhar († 1786)
40. Amir Muhammad II. ibn Haidar al-Baqir (seit 1796 verborgen)